# Blagodarnyj
Blagodarnyj (in russo Благодарный) è una città del Kraj di Stavropol', in Russia, sul fiume Mokraja Bujvola (affluente del Kuma), 150 chilometri a est dal capoluogo del territorio, Stavropol'; è il capoluogo amministrativo del distretto omonimo.
La città fu fondata nel 1782 con il nome di Blagodarnoe (Благодарное); ricevette lo status di città nel 1971.

## Società

### Evoluzione demografica
Fonte: mojgorod.ru
- 1959: 14.900
- 1970: 20.300
- 1989: 27.800
- 2002: 34.500
- 2007: 33.300